# کارنوسین
کارنوسین (به انگلیسی: Carnosine) با فرمول شیمیایی C۹H۱۴N۴O۳ یک ترکیب شیمیایی با شناسه پاب‌کم ۴۳۹۲۲۴ است. که جرم مولی آن ۲۲۶٫۲۳ می‌باشد. شکل ظاهری این ترکیب، بلورهای جامد است.